# Steese National Conservation Area
La zone de conservation nationale de Steese (Steese National Conservation Area) est une zone de conservation nationale couvrant 4856 km² de terres publiques à 160 km au nord-est de Fairbanks, en Alaska. Elle est administrée par le Bureau of Land Management. Créée par l'Alaska National Interest Lands Conservation Act en 1980, la Steese NCA abrite notamment la rivière sauvage nationale Birch Creek, les aires de mise bas et le domaine vital des caribous, ainsi que l'habitat du mouflon de Dall. Bien que diverses utilisations des terres soient autorisées, la zone est gérée de manière à ce que ses ressources pittoresques, scientifiques, culturelles soient protégées.
Le Steese NCA est divisé en unités Nord et Sud, situées de chaque côté de l'autoroute Steese. Le populaire sentier récréatif national de Pinnell Mountain longe le bord de l'unité nord.

## Galerie

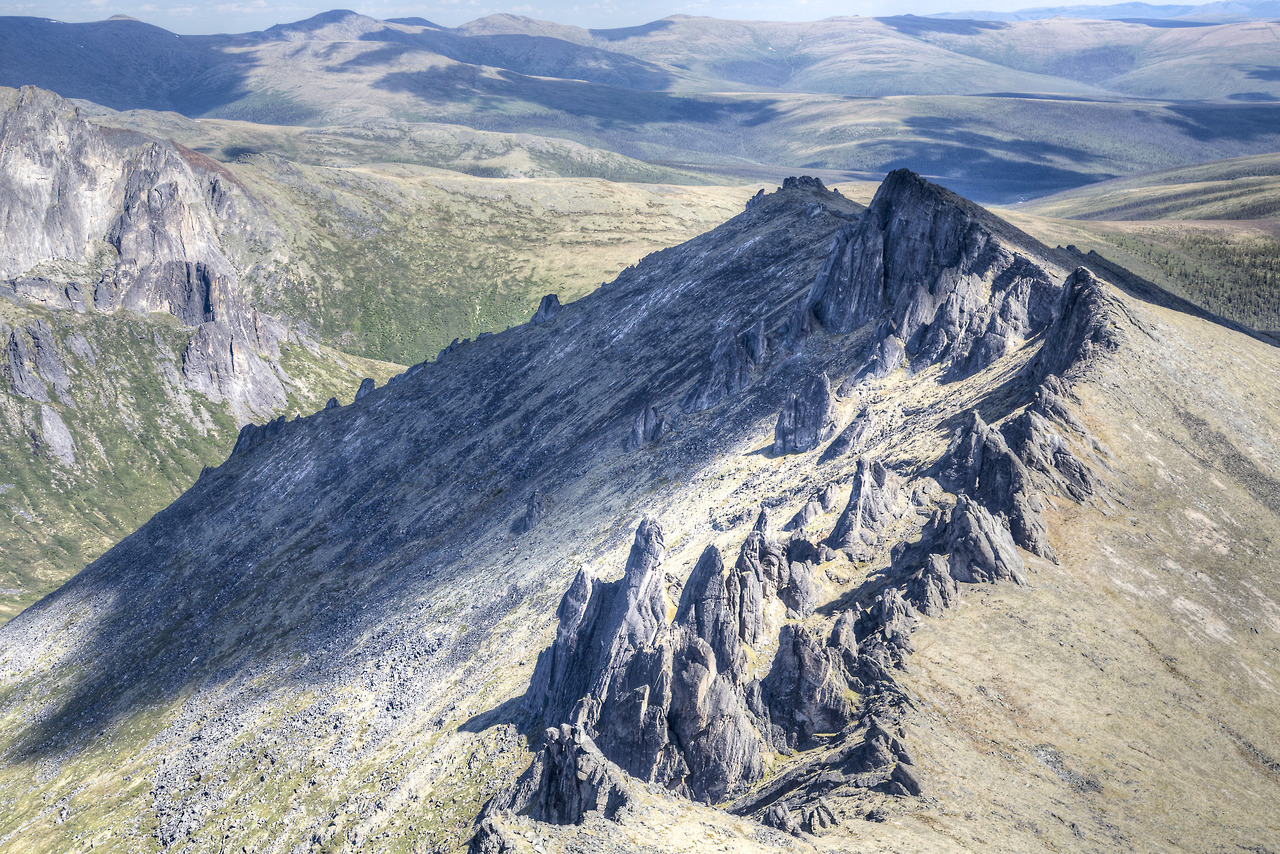
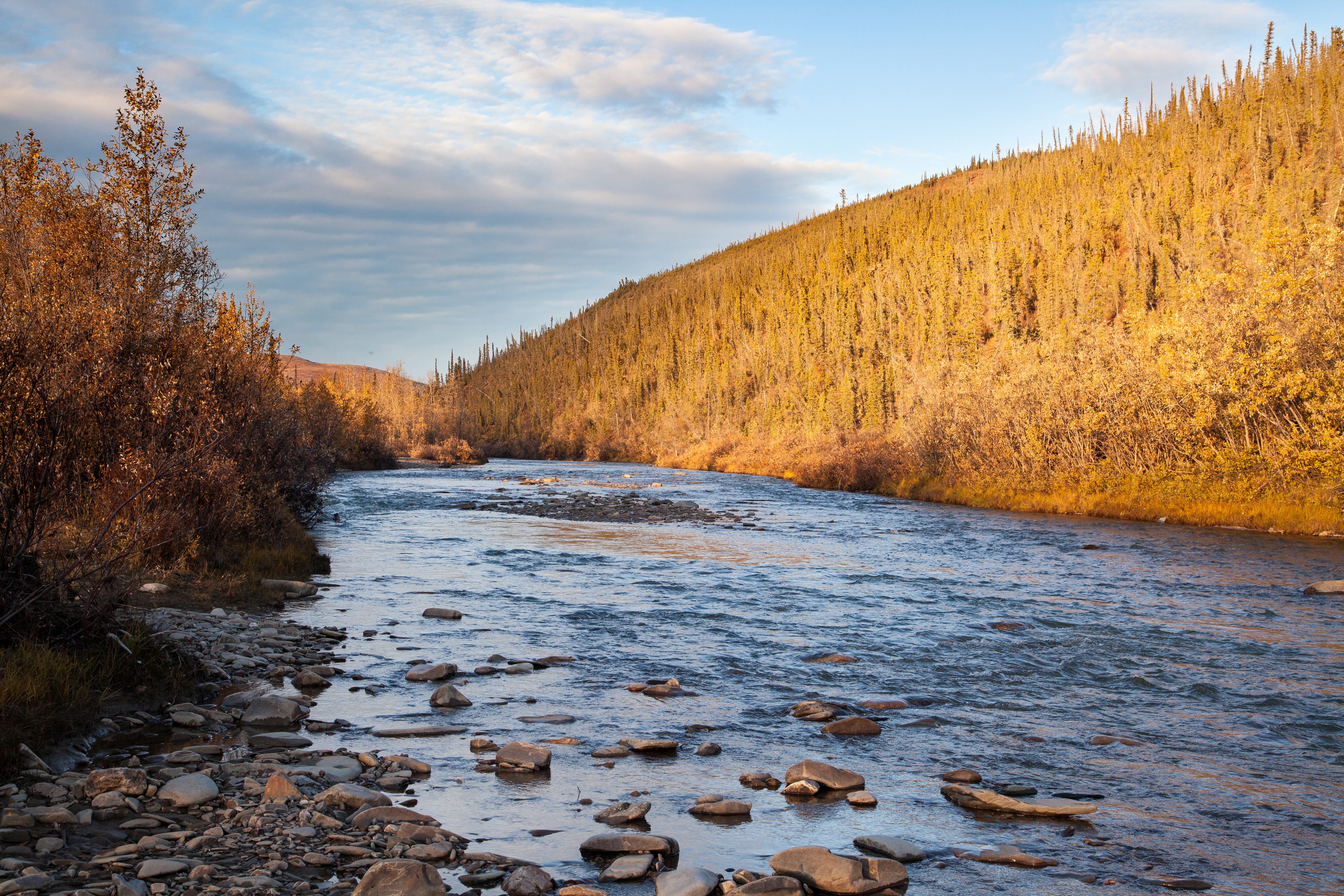
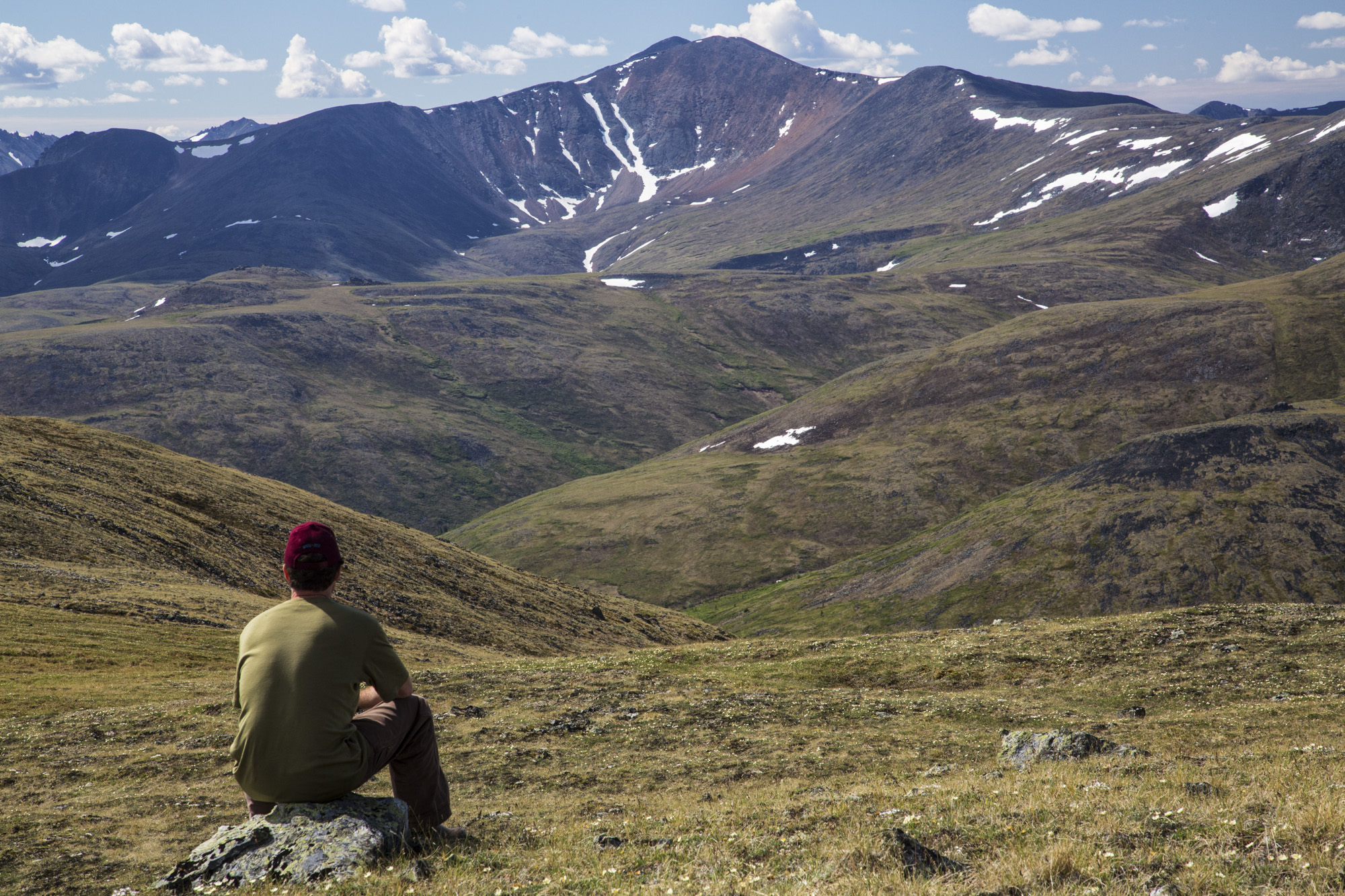
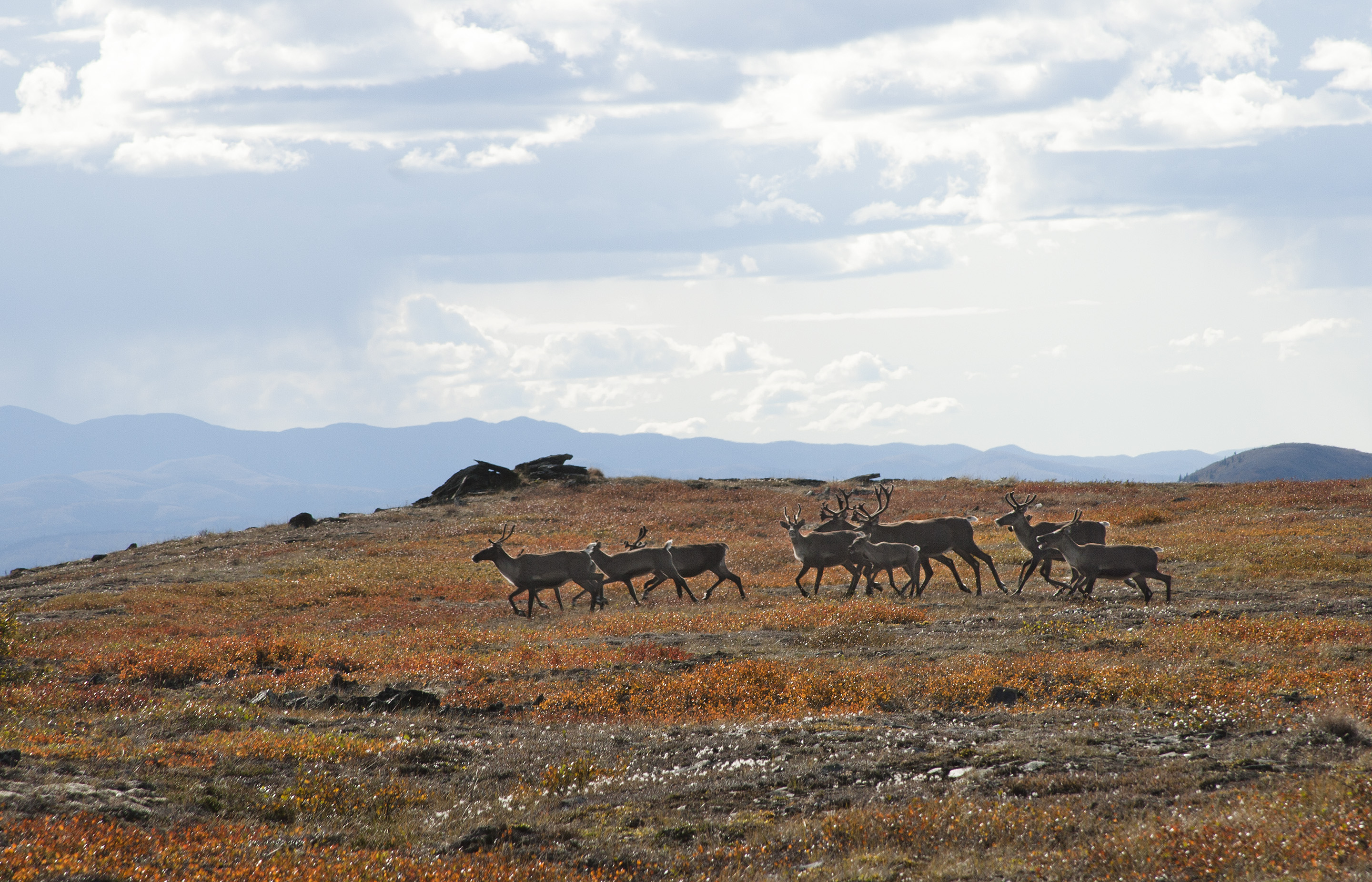
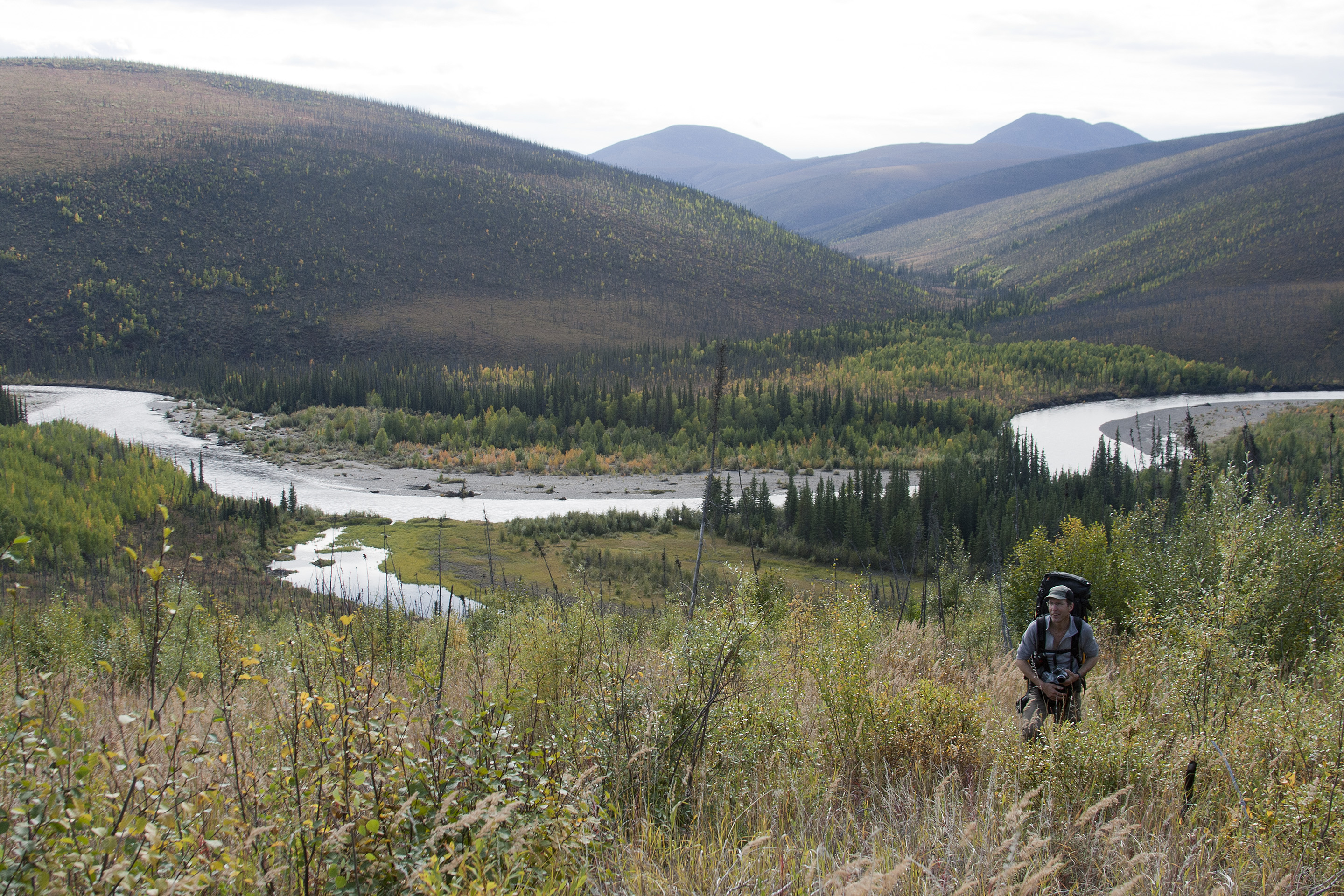
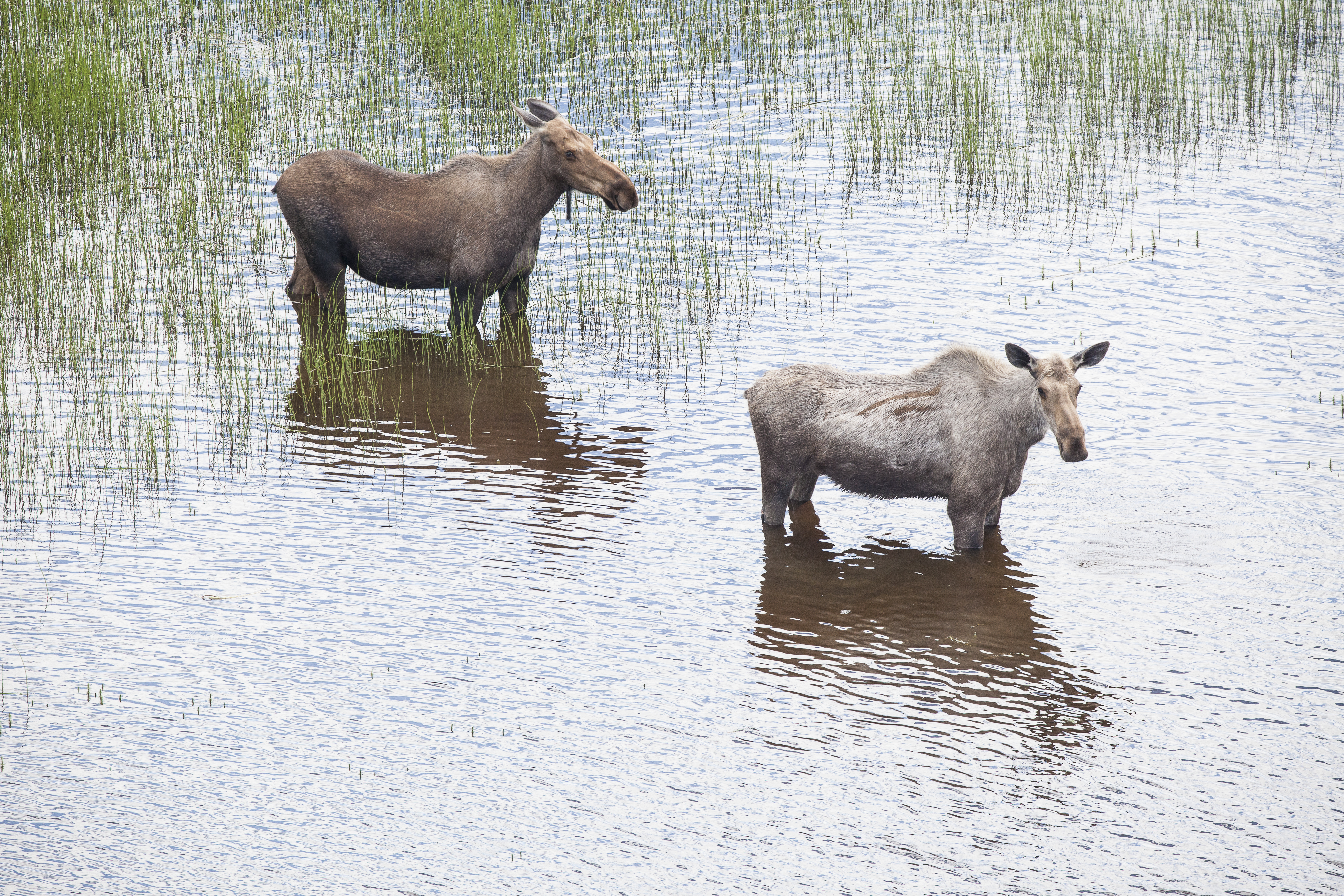

## Liens
- Ressource relative à la géographie :   - World Database on Protected Areas
- Notices d'autorité :   - LCCN
  - Israël
- Steese RNCA
- Cet article intègre des informations du domaine public américain extraites de sites web ou de documents  de Bureau of Land Management.